# گز (شیرینی)
گَز از تنقلات شیرین و سنتی ایران است مهم ترین مرکز تولید آن استان اصفهان میباشد. گز اصفهان به عنوان میراث ناملموس در سازمان جهانی یونسکو به نام اصفهان ثبت جهانی شده است. علاوه بر آن در استان های همدان، کرمان، فارس و چهارمحال و بختیاری تولید می‌شود. برای تهیه گز از شکر، سفیده تخم مرغ، مغز بادام و پسته و هل و گلاب و عصارهٔ گزانگبین استفاده می‌شود. برخی تولیدکنندگان گز به دلیل گرانی و ارزشمند بودن گزانگبین از نوعی ماده به نام بادکا نیز استفاده می‌کنند که این ماده ارزش غذایی آن را پایین می‌آورد. از لحاظ کیفیت شیرینی گز را زمانی می‌توان مرغوب دانست که تردی آن متوسط بوده و چسبنده و خیلی نرم یا خیلی سفت نباشد. این نوع گز در دهان آب می‌شود و نیازی به جویدن زیاد آن نیست.

## گیاه گَون گزی
گون گزی درختچه‌ای چندساله و خودرو با ساقه چوبی است که ارتفاع آن به نیم متر تا یک متر می‌رسد. ساقه‌های چوبی که از این گیاه منشعب می‌گردند که تدریج بر تعداد آنها در قسمت‌های فوقانی افزوده می‌شود. رشد شاخه‌های این گیاه بیشتر در جهت افقی و کمی متمایل به طرف بالاست و در انتهای شاخه‌های کرکدار، گل‌هایی به رنگ سفید متمایل به زرد قرار دارند که هر دوپایه گل بر روی یک نهنج کرکدار است. گون گزی به ویژه به دلیل تغذیه پسیل گون (cyamophila dicora) و تولید مان ارزشمند انگبین گون مورد توجه قرار دارد. گز انگبین توسط فعالیت حشرهای بر روی این گیاه تولید می‌شود.

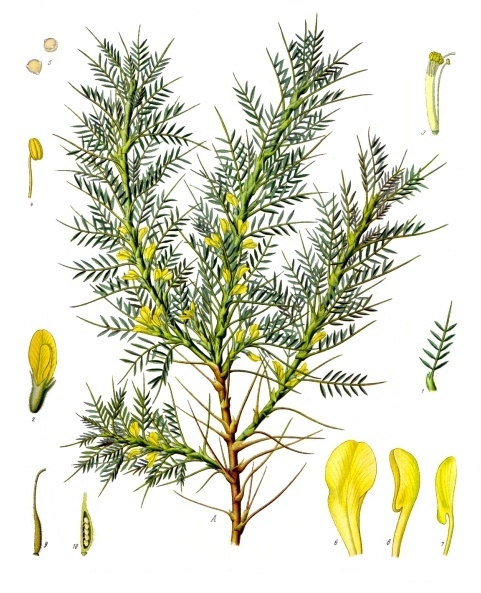
گون گزی

گزانگبین خشک ماده‌ای با طعم شیرین ملایم، بوی مطبوع، ساختار جامد، شکننده و رنگ سفید مایل به زرد است. این ترکیب در اثر گرما و رطوبت به صورت نرم و چسبنده درمی‌آید. در گذشته ترکیب گزانگبین حدود پنجاه درصد از فرمولاسیون گز را به خود اختصاص می‌داد ولی در حال حاضر به دلیل کاهش حجم این ترکیب از محصولات جانشین استفاده می‌شود که از جمله آن‌ها می‌توان به ترکیبات گز علفی، ترنجبین، شیرخشت، بیدخشت و بادکا (گلوکز مایع حاصل از هیدرولیز اسیدی نشاسته) اشاره نمود.

## اصفهان
گز سوغات اصلی اصفهان بوده، به همین مناسبت، ۲۶ بهمن ماه در تقویم گردشگری ایران به نام روز گز اصفهان نام گذاری شده‌است. گفته می‌شود گز اصفهان از زمان صفویه و همزمان با شکوفا شدن مجدد هنر و فرهنگ ایرانی در اصفهان به وجود آمده‌است. در دوران قاجار، این محصول به کشورهای دیگر صادر شد و یکی از شیرینی‌هایی بود که به پادشاهان کشورهای دیگر هدیه داده می‌شد. شیرینی‌ای که در نواحی اصفهان به نام گز ساخته می‌شود نام خود را از شهد ترشح‌یافته از پسیل گز که اختصاصاً بر روی این درختچه جایگیر می‌شود، گرفته‌است. گزانگبین که در منابع مختلف تحت عنوان‌های ترنگبین گون، انگبین گون، گز خوانسار، ترنجبین اصفهان و شهد پارسی نام برده شده‌است. یکی از معدود قندهای فروکتوز به تنهایی در طبیعت است. نوع اصیل این شیرینی که هنوز هم به صورت سفارشی ساخته می‌شود دارای درصد کمی از عصاره گزانگبین است و آنچه به گز شیرین اصفهان هویت داده همین عصاره و شهد انگبین یا گزانگبین است که از درختچه‌هایی به همین نام یعنی گزانگبین در نواحی خوانسار به‌دست می‌آید. عامل تولیدکننده گزانگبین حشره کوچکی است تقریباً به اندازه پشه که روی ساقه یا برگ‌های درخت گزانگبین خانه می‌سازد. سپس از شیره پرورده این گیاه تغذیه کرده و شهد تولید می‌کند. این عمل، یعنی تولید قند طبیعی توسط این حشره که شاید عملی همانند تولید عسل در زنبور عسل است، چندان شناخته شده نیست و نیاز به تحقیقات بیشتر دارد. از اواخر شهریورماه و زمانی که نسیم خنک پاییزی وزان می‌شود، دانه‌های براق و زرد رنگی همانند ارزن از درختچه‌های گز انگبین به‌دست می‌آید که به آن عصاره گزانگبین می‌گویند. ارزش گزِ انگبین‌دار معمولاً ۴ تا ۵ برابر ارزش شیرینی گز معمولی است.

### صنعتی شدن گز اصفهان
سابقه تولید گز در اصفهان به عنوان خاستگاه گز به ۴۵۰ سال پیش بازمی‌گردد، اما سابقه صنعتی شدن گز اصفهان حدود ۱۰۰ سال است و پیش از آن گز به صورت کاملاً سنتی تولید می‌شده‌است. صنعتی شدن تولید گز اصفهان نه تنها شامل فرایند تولید و مواد مصرفی، بلکه به‌صورت گسترده‌تر شامل ابزار و تجهیزات مورد استفاده نیز بوده و از جمله مهم‌ترین تغییرات ایجاد شده در مورد پاتیل گزسازی است. این تحول شامل تغییراتی در جنس پاتیل، نوع پاتیل، فرایند گرمادهی و همچنین شیوه گردش مکانیکی آن می‌شود. نقش اصلی در فرایند صنعتی شدن به ویژه طراحی پاتیل بخار را قطب اصفهانی بر عهده داشته‌است؛ و وی برای نخستین بار پاتیل دو جداره که با آب یا روغن کار می‌کند را برای تولید گز اصفهان طراحی و تولید کرده‌است. بیش از ۹۰ درصد گز کشور در اصفهان تولید می‌شود. هم‌اکنون نزدیک ۴۵۰ واحد تولیدی در اصفهان به تولید گز مشغول هستند. و سالانه حدود ۶۵۰ هزار تن گز در اصفهان تولید می‌شود. علی‌رغم آنکه گز اصفهان از محصولاتی است که به عنوان یکی از اولین صادرات ایران از اصفهان، در زمان آقامحمدخان قاجار به جهان عرضه شد، اما جهت حمایت از صادرات این محصول، برند گز اصفهان در سازمان جهانی مالکیت فکری ثبت شده‌است. امروزه در کنار علمی و صنعتی شدن کارگاه‌های تولید گز در اصفهان، برندهای قدیمی گز اصفهان که اکثراً مربوط به دوران اواخر قاجار و پهلوی اول هستند همچنان به فعالیت خود، و اکثراً به صورت خانوادگی، ادامه می‌دهند.

## گز اصفهان در سفرنامه‌ها
پولاک نیز در سفرنامه خود با نام ایران و ایرانیان به شیوه پخت این شیرینی اشاره کرده‌است:

تعداد زیادی از قنادی‌های اصفهان شیرینی‌هایی از گزانگبین تهیه می‌کنند. حریره را با سفیدهٔ تخم‌مرغ می‌زنند و بادام، پسته، هل و غیره به آن می‌افزایند و به صورت قرص درمی‌آورند و در حرارت ملایم می‌پزند. قرصهای گز را که روی آن آرد می‌پاشند، در بین شاخه‌های بیدمشک می‌گذارند که خوش‌بو شود. بعد این‌ها را در جعبه بسته‌بندی می‌کنند و به عنوان کالایی سخت مطلوب به سراسر مملکت می‌فرستند.

هانری رنه دالمانی در سفرنامه از خراسان تا بختیاری دربارهٔ این شیرینی می‌نویسد: 

درمیان محصولات نباتی ایران نوع قابل ملاحظه‌ای هم هست که آن را گز می‌گویند و از جنس (من) است که در کتب عهد عتیق به آن اشاره شده‌است. این مادهٔ شیرین از ترشحات یک نوع کرم در روی برگ‌های درخت کوچکی تولید می‌گردد.
«شاردن» این محصول عجیب را اینطور تعریف می‌کند:
درخت کوچک گز در حوالی اصفهان زیاد است و از آن شیرهٔ مایعی می‌گیرند که به گز انگبین موسوم است و این شیره از تعرق درخت به‌وجود می‌آید. هرگاه کسی در طرف صبح به تماشای این درخت بپردازد می‌بیند که در زیر آن شیرهٔ غلیظی ریخته شده که شباهت کاملی به من دارد. این من یا گز انگبین مادهٔ سفیدرنگی است شبیه به عسل، بومیان ظروفی در زیر درخت گذارده و با تکان دادن آن مقداری از این مادهٔ شیرین را به‌دست می‌آورند. قنادان اصفهانی از این ماده خمیری درست می‌کنند و مغز بادام و پسته در آن مخلوط کرده قرص‌هایی از آن درست می‌کنند و در جعبه‌ها به فروش می‌رسانند. گز از شیرینی‌های مطلوب ایرانیان است و گاهی هم به خارج هم فرستاده می‌شود.

## انواع گز
اعمال هر تغییر کوچک در فرایند تهیه گز، موجب تغییرات بزرگی در طعم آن شده و گونه‌های مختلف شیرینی گز، از لحاظ شکل و مزه، را به وجود آورده‌است.

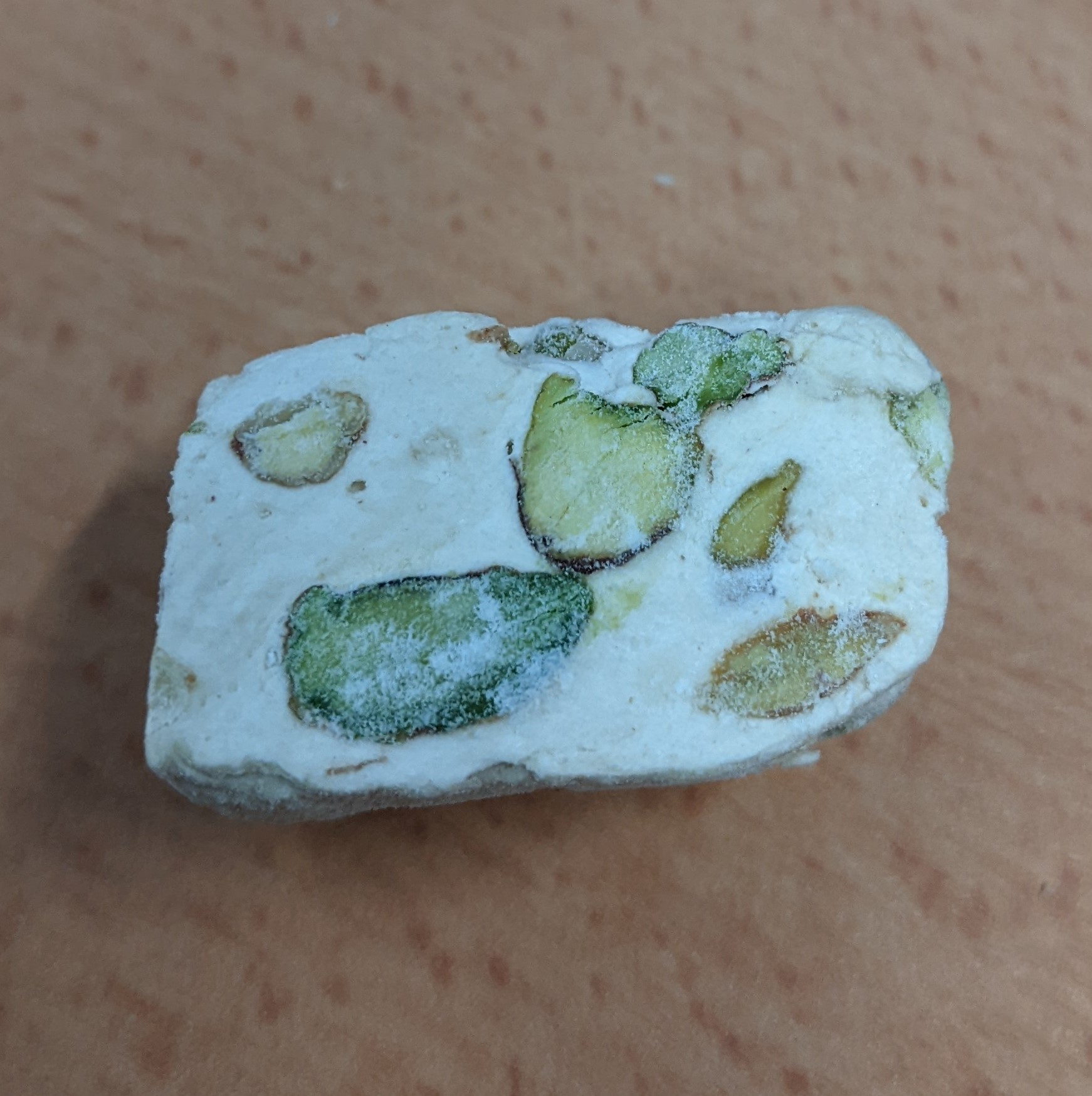

- گز لقمه‌ای: عمده‌ترین و قدیمی‌ترین نوع گز است که به صورت بسته‌های کوچک و لقمه‌ای تهیه می‌شود.
- گز آردی: گز آردی را می‌توان محبوب‌ترین نوع این شیرینی دانست. گز آردی را به دلیل برخورداری از گزانگبین، به‌عنوان اصیل‌ترین و مرغوب‌ترین نوع گز می‌شناسند.
- گز برشی: گزهای برشی را می‌توان با مغزهای برش خورده در کناره‌های آن شناخت. این نوع گز با دستگاه برش می‌خورد و معمولاً به شکل مربع یا مستطیل است.
- گز سکه‌ای: گز سکه‌ای به دلیل شکل ظاهری متفاوت خود به‌صورت جدا دسته‌بندی می‌شود. این نوع گز، شکل گرد و شبیه به سکه دارد.
- گز شکن‌دار: یکی از روش‌هایی که برای افزایش ماندگاری گزها به کار می‌برند، کاهش رطوبت آن است. گز شکن‌دار نوعی شیرینی با کمتر از ۶ درصد رطوبت است. این نوع گز به دلیل رطوبت بسیار پایین، با کوچک‌ترین ضربه شکسته می‌شود.
- گز روکش شکلات: یکی دیگر از خلاقیت‌های به‌کار رفته در تهیه گز، استفاده از روکش شکلات برای حفظ رطوبت و بالابردن ماندگاری آن است. این نوع گز دیرتر خشک می‌شود.
- سوهان گزی: از ترکیب سوغات محبوب شهرهای اصفهان و قم است، و فقط در این شهر تهیه می‌شود. سوهان گزی نامی است که برای این نوع شیرینی با مغز سوهان استفاده می‌شود.
- گز نرم: گز نرم به دلیل برخورداری از ۸ الی ۱۲ درصد رطوبت، بافتی سفت‌تر از انواع دیگر دارد. معمولاً ماندگاری گز نرم از سایر گزها بیشتر است. با این‌حال، بافت گز کش طوری است که نرم می‌آید و نیاز به جویدن دارد.

و دیگر انواع موجود آن.
- گز کم‌کالری
- گز خرمایی
- گز بدون قند
- گز انگبینی